# Annickia
- Commons
- Wikispecies

Annickia Setten & Maas  é um género botânico pertencente à família Annonaceae.
As plantas do gênero são nativas da África tropical.

## Sinonímia
- Enantia Oliv.

## Especies
| - Annickia ambigua - Annickia atrocyanescens - Annickia chlorantha - Annickia kummeriae - Annickia kwiluensis | - Annickia lebrunii - Annickia letestui - Annickia olivacea - Annickia pilosa - Annickia polycarpa |